# 古格內爾山
46°43′20.8″N 9°39′12.4″E / 46.722444°N 9.653444°E

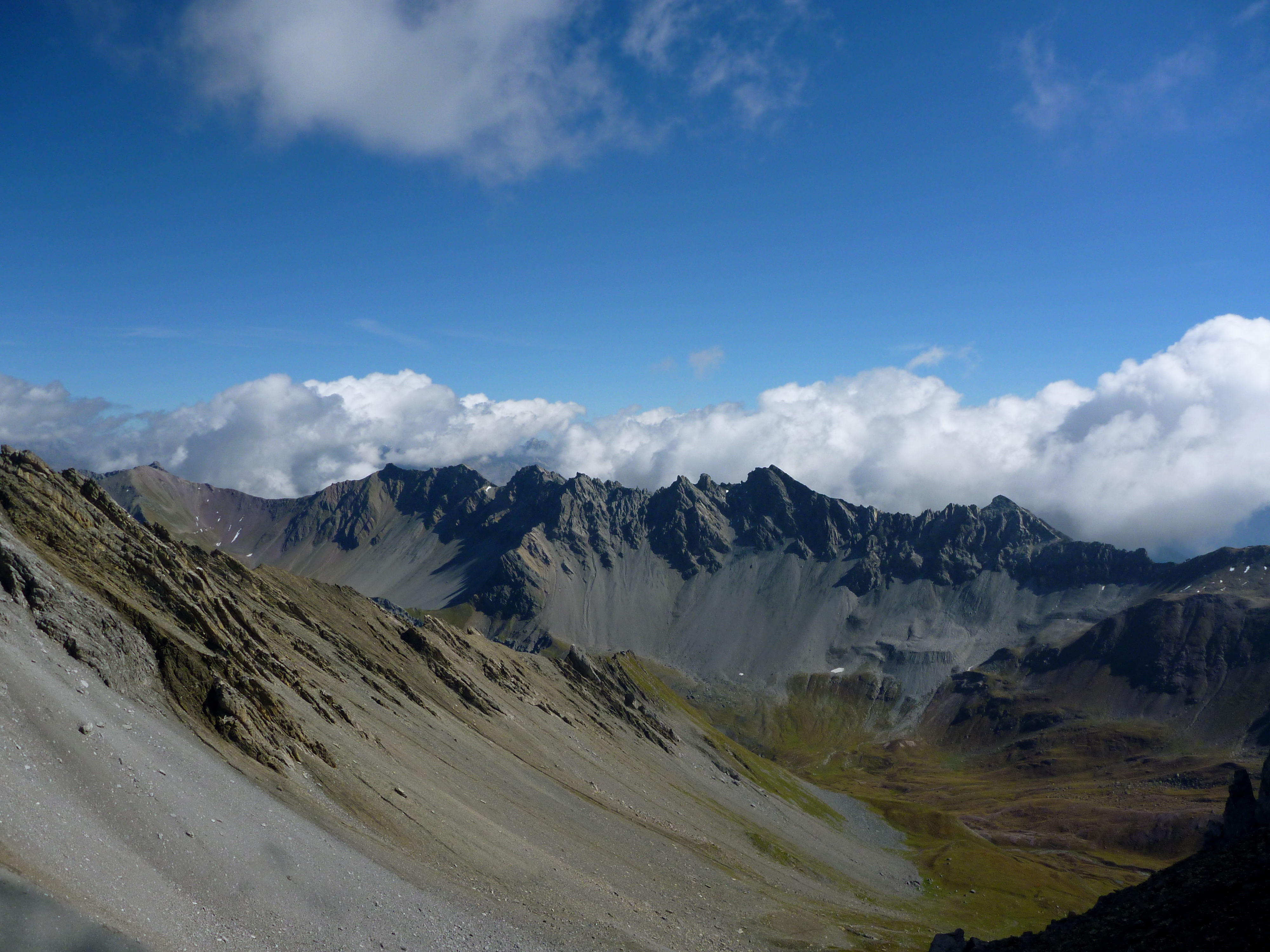

古格內爾山（Guggernell），是瑞士的山峰，位於該國東南部，由格勞賓登州負責管轄，屬於普萊蘇爾阿爾卑斯山脈的一部分，海拔高度2,744米，每年平均降雨量1,729毫米。